# The Devil's Chair
The Devil's Chair és una pel·lícula de terror britànica del 2007. Es va estrenar al Festival Internacional de Cinema de Toronto de 2007.

## Argument
La pel·lícula comença amb Nick West encenent una cigarreta a les fosques i presentant-se a un públic desconegut. Procedeix a relatar els fets que suposadament va presenciar, al·legant ser una "víctima". S'entén que tota la història s'explica exclusivament des del seu punt de vista.
Nick porta la Sammy a l'Abandoned Blackwater Asylum per prendre àcid i tenir sexe. Troben una cadira estranya i Nick proposa utilitzar-la durant el sexe; tanmateix el dispositiu atrapa i mata a Sammy. Nick és arrestat i considerat boig, sent condemnat a l'Institut Mental Hildon malgrat afirmar que les forces sobrenaturals van matar Sammy. Quatre anys més tard, un professor de Cambridge, el Dr. Willard, proposa que el psiquiatre de Nick, la doctora Clairebourne (Nadja Brand), l'alliberi sota la seva custòdia per a un tractament experimental: exposar la veritat a Nick tornant-lo a l'escena del crim. Clairebourne s'oposa, explicant que en Nick encara té grans deliris, però al final ella accepta. Nick es presenta a Willard, que expressa el seu desig d'escriure un llibre sobre West i les seves experiències. Willard assumeix tota la responsabilitat de Nick i, juntament amb la seva ajudant Melissa, i els estudiants Rachel Fowles i Brett Wilson, tornen amb Nick al Blackwater Asylum.
Nick comença a sentir-se incòmode quan el grup entra al manicomi, però una Rachel simpàtica li diu que pot marxar demà al matí si vol, prometent-li que no ho dirà al metge. El grup troba la cadira infame. Willard revela que se sap que el director de l'asil practicava mètodes de tractament molt controvertits. La nit s'acosta i Willard diu a tothom que se'n vagi a dormir per començar de nou demà. En privat, li confessa a Nick que el llibre que vol escriure no és en realitat sobre Nick, sinó sobre la cadira. Admet creure que les "al·lucinacions" de Nick eren en realitat fets reals. Willard li mostra el diari del guardià, del qual es va assabentar de la cadira: s'utilitzava per provar la teoria del vigilant sobre l'existència de l'ànima humana. En Nick sembla molestar-se, ja que diu que en realitat va arribar a creure que va matar a Sammy, però ara ja no està segur.
Mentre Nick intenta dormir, la Rachel s'acosta a ell, que vol demostrar-li que la cadira no té res de sobrenatural. Quan s'hi asseu, activa accidentalment els controls de la cadira i desapareix. Es demostra que ha estat transportada a un edifici fosc, on és perseguida per una criatura demoníaca. Melissa convenç a una Brett escèptica perquè s'assegui a la cadira, després de la qual cosa l'activa, enviant a Brett al mateix lloc que la Rachel. Aleshores, Nick utilitza la cadira de bon grat per transportar-se, creient que pot salvar la Rachel. S'ha demostrat que el metge i Melissa han tramat això tot el temps. Els esdeveniments es desenvolupen ràpidament mentre Willard traeix Melissa, obligant-la a posar-se a la cadira. Després es transporta. El grup es reuneix mentre Rachel lluita contra la criatura. Amb la resta del grup incapacitat, el doctor sotmet en Nick i canta conjurs, amb l'esperança de posar la bèstia al seu costat; tanmateix, en Nick el combat i, somrient, diu que és ell qui controla el Dimoni. Es revela que la cadira en si i les forces demoníaques eren només un producte de la imaginació de Nick. Es fa evident que Nick va agredir els estudiants i el metge del manicomi, matant Brett. Després procedeixen a violar la Rachel i matar el metge i la Melissa. Finalment, mata la Rachel mentre intenta escapar.
Després de la massacre, un Nick ensangonat puja al cotxe i parla amb una dona que s'assembla a la Rachel asseguda dins, preguntant-li si li importa conduir-se amb un "boig". Ella somriu i el besa. No obstant això, llavors es revela que l'escena és una altra de les al·lucinacions de Nick i llavors se'l veu allunyant-se de l'asil sol.

## Repartiment
- Andrew Howard: Nick West
- Pollyanna Rose: Sammy
- Olivia Hill: Infermera
- Nadja Brand: Dr. Clairebourne
- Eric M. Breiman: Asylum Clerk
- Gary Mackay: Autista
- David Marshall Grant: Dr. Willard
- Louise Griffiths: Melissa
- Elize du Toit: Rachel Fowles
- Matthew Berry: Brett Wilson

## Producció
El rodatge va tenir lloc a RAF Upwood, una base aèria abandonada prop de Ramsey a Cambridgeshire.

## Recepció
The Devil's Chair va rebre crítiques diverses de la crítica. Dennis Harvey va qualificar la pel·lícula de "sensacionalisme mut" en una ressenya Variety. David Nusair de ReelFilm.com va escriure que era "una petita pel·lícula de terror esporàdicament interessant però sobretot interminable".
Brendan Willis en una ressenya per Exclaim! va escriure que la pel·lícula era "una pel·lícula de terror intel·ligent i entretinguda". Daniel Hadley d’AddictedtoHorrorMovies.com va trobar la pel·lícula "criminalment infravalorada".